# Geomyinae
Geomyinae – podrodzina ssaków z rodziny gofferowatych (Geomyidae).

## Zasięg występowania
Podrodzina obejmuje gatunki występujące od środkowo-zachodniej Ameryki Północnej przez Amerykę Środkową do północnej Ameryki Południowej.

## Podział systematyczny
Do podrodziny należą następujące plemiona:
- Thomomyini R.J. Russell, 1968
- Geomyini Bonaparte, 1845

Opisano również rodzaje wymarłe o niepewnej pozycji systematycznej i niezaliczane do żadnych z powyższych plemion:
- Parapliosaccomys Shotwell, 1967[6]
- Pliosaccomys R.W. Wilson, 1936[7]
- Reynoldsomys Albright, 2000[8] – jedynym przedstawicielem był Reynoldsomys timoteoensis Albright, 2000